# Ahmad ibn al-Husayn ibn Qasi
Abu-l-Qasim Ahmad ibn al-Husayn ibn Qasi est un penseur soufi proclamé imam s'étant rebellé contre la dynastie des Almoravides au milieu du XIIe siècle. Sa guerre contre les almoravides va lui permettre la création de la taïfa de Mértola, royaume éphémère au sud du Portugal dont il sera le roi mais qui passera rapidement après sa instauration sous le joug des almohades. Il est l'auteur d'un traité sur le soufisme nommé Le Déchaussement des sandales. Il meurt assassiné en 1151. 

## Biographie
Il est avancé qu'il était un élève de l'école soufi d'Ibn al-Arif à Almeria. Il a été proclamé imam et a été reconnu en tant que tel par environ 130 personnes, jusqu'à son arrestation. Il est emprisonné par ordre du souverain almoravide Ali Ben Youssef avant de pouvoir se consolider.
Il a par la suite voyagé à travers al-Andalus et a réuni un groupe de fidèles et il est possible qu'un nombre important de ces personnes étaient des criminels. Il fut parfois appelé le Mahdi et semble selon certaines sources avoir réalisé des miracles. Il a construit un centre pour loger ses partisans meurtriers, aspirant à une vie mystique, et organisés en milices religieuses.
La désintégration des territoires des almoravides signifiait que les routes étaient dangereuses car abandonnées. Profitant de cette occasion il va essayer, en vain, de prendre par la force la forteresse de Monteagudo en 1144. Mais peu après il va le 15 août de la même année, avec l'aide d'un détachement de soixante muriduns dirigé par Ibn al-Kabila prendre par surprise la forteresse de Mértola où il est proclamé imam par ses partisans. Deux chefs rebelles, Ibn Mundhir et Ibn Wazir l'ont rejoint. Il va ainsi créer un royaume dont il est le souverain tout en conservant le titre d'imam ; le territoire de ce royaume englobe les villes d'Evora, Beja, Huelva, Niebla et Silves.
Dès 1145, il fait face à son frère Ibn Wazir et se rapproche alors des almohades qu'il encourage à débarquer en territoire andalou. D'autres villes comme Jerez de la Frontera, Arcos, Ronda le reconnaissent pour souverain une fois les almohades débarqués sur la péninsule ibérique. Sa puissance centralisée à Silves était importante et il s'allia avec les Portugais de Coimbra dont le roi Alphonse Ier était un ami personnel; cet acte provoqua une opposition à Silves même où il est assassiné en 1151. Ses domaines vont par la suite rapidement rejoindre les territoires des almohades.